# Skoczkowo (gmina Kościerzyna)
Skoczkowo (dodatkowa nazwa w j. kaszub. Skòczkòwò) – osada kaszubska w Polsce na Pojezierzu Kaszubskim położona w województwie pomorskim, w powiecie kościerskim, w gminie Kościerzyna na terenie Wdzydzkiego Parku Krajobrazowego w pobliżu jeziora Jelenie. Osada wchodzi w skład sołectwa Czarlina.
W latach 1975–1998 miejscowość administracyjnie należała do województwa gdańskiego.
Położona jest przy drodze z Wąglikowic do Wdzydz, na Szlaku Kaszubskim. Na południe od miejscowości leży jezioro Jelenie.